# Stefan Kooths
Stefan Kooths (* 17. Februar 1969 in Mettmann) ist ein deutscher Ökonom und seit November 2014 Leiter des Prognosezentrums im Kieler Institut für Weltwirtschaft (IfW).
Kooths studierte und promovierte an der Universität Münster. Er war dort zunächst Assistent am „Institut für industriewirtschaftliche Forschung“ und später Geschäftsführer des „Muenster Institute for Computational Economics“. Wissenschaftliche Gastaufenthalte führten ihn unter anderem an die California State Polytechnic University, Pomona und an die Université Panthéon-Assas (Paris II). 2005 trat er in die Konjunkturabteilung des Deutschen Instituts für Wirtschaftsforschung ein. 2010 wechselte er zum Institut für Weltwirtschaft.
2013 übernahm er zudem eine Professur für Volkswirtschaftslehre an der privaten Fachhochschule University of Applied Sciences Europe (früher Business and Information Technology School) in Berlin.
Kooths ist Mitglied des Kuratoriums der 2015 von Frank Schäffler gegründeten Denkfabrik „Prometheus“. Seit 1995 ist er zudem Mitglied der FDP.
Gesamtwirtschaftliche Fehlentwicklungen sieht Kooths in erster Linie als Symptom gestörter Koordinationsprozesse in Teilen ökonomischer Prozesse. Er untersucht Fehlfunktionen und Fehlanreize im Geld- und Kreditwesen, auf Arbeitsmärkten, im Abgaben- und Transfersystem sowie bei Regulierung und Deregulierung. Zudem gilt er als Experte auf dem Gebiet der volkswirtschaftlichen Gesamtrechnung.
Kooths war u. a. einer der Autoren der 2014 für das Bundesfinanzministerium erstellten Studie mit dem Titel Finanz- und Wirtschaftspolitik bei einer anhaltenden monetären Expansion und der 2014 im Auftrag des Bundeswirtschaftsministeriums erstellten Studie Das europäische Verfahren zur Vermeidung und Korrektur makroökonomischer Ungleichgewichte – Auswertung der bisherigen Erfahrung und mögliche Reformansätze.
Im Juni 2019 wurde Kooths zum Vorsitzenden der Hayek-Gesellschaft gewählt, die bereits mehrfach wegen ihrer mangelnden Abgrenzung gegenüber der gesichert rechtsextremen AfD in die Schlagzeilen geraten war. Der vereinsintern offenbar ungeklärte Umgang mit der Partei führte im Januar 2021 zu einer erneuten Austrittswelle prominenter Mitglieder der Hayek-Gesellschaft. Das Nachrichtenmagazin Der Spiegel zitierte Kooths in diesem Zusammenhang wie folgt: „AfD-Nähe ist zu einer politischen Kampfvokabel geworden, ähnlich der Nazikeule oder dem Vorwurf des Rechtspopulismus.“
2024 wurde der argentinische Präsident Milei durch die Hayek-Gesellschaft geehrt, wobei Kooths die Laudation hielt.